# Chemophobie
Chemophobie (oder Chemofeindlichkeit oder Chemonoia) ist eine Abneigung gegen oder ein Vorurteil gegenüber Chemikalien oder Chemie. Das Phänomen wird sowohl auf eine begründete Besorgnis über die möglichen negativen Auswirkungen synthetischer Chemikalien als auch auf eine irrationale Angst vor diesen Stoffen zurückgeführt, die auf falschen Vorstellungen über ihr Schadenspotenzial beruht, insbesondere auf der Möglichkeit, dass bestimmte Expositionen gegenüber bestimmten synthetischen Chemikalien das Krebsrisiko des Einzelnen erhöhen. Verbraucherprodukte mit Bezeichnungen wie „natürlich“ und „chemikalienfrei“ (letzteres ist ein Oxymoron, wenn man es wörtlich nimmt, da alle Materie aus Chemikalien besteht) appellieren an chemophobe Empfindungen, indem sie den Verbrauchern eine scheinbar sicherere Alternative bieten.

## Definition
Es gibt unterschiedliche Meinungen über den richtigen Gebrauch des Wortes „Chemophobie“. Die International Union of Pure and Applied Chemistry (IUPAC) definiert Chemophobie als „irrationale Angst vor Chemikalien“.
Obwohl das Suffix -phobie enthalten ist, beschreibt die Mehrzahl der schriftlichen Arbeiten, die sich auf die Behandlung von Chemophobie konzentrieren, die Chemophobie als Phobie im Sinne nichtklinischer Aversion oder Vorurteil und nicht als Phobie in der medizinischen Standarddefinition.

## Ursachen und Verbreitung
Die Art und Weise, wie Laien Chemikalien wahrnehmen, ist nach Michael Siegrist und Angela Bearth von der ETH Zürich von drei Heuristiken (natural is better, contagion und trust) geprägt, welche meist brauchbare Entscheidungshilfen für den Alltag darstellen, sich jedoch bei der Beurteilung toxikologischer Fragen als ungeeignet erweisen. Im Rahmen einer Verbraucherstudie in acht europäischen Ländern fanden sie 2019 zum einen hohe Zustimmungsraten zu chemophoben Aussagen, zum anderen stellten sie fest, dass den meisten Befragten selbst einfache chemische und toxikologische Grundkenntnisse fehlen und Fehlvorstellungen weit verbreitet sind, insbesondere im Hinblick auf Dosis-Wirkungs-Beziehungen und die Unterschiede von „künstlich“ und „natürlich“ hergestellten Produkten. Zwischen beiden Befunden zeigte sich in der statistischen Analyse ein signifikanter Zusammenhang. Auch neigten solche Befragte eher zu chemophoben Ansichten, die sich allgemein Sorgen um ihre Gesundheit machen oder den Behörden misstrauen. Daraus folgern Bearth et al., dass eine bessere Wissensvermittlung hinsichtlich toxikologischer Grundlagen und der Gefährdungsbeurteilung von Chemikalien das Vertrauen in die zuständigen Behörden verbessern und Chemophobie verringern könnte. Zugleich betonen sie, dass aufgrund des Einflusses von Faktoren, die eher der Intuition zuzurechnen sind, ein rein informationsbezogener Ansatz allein das Problem der Chemophobie nicht zu lösen imstande sein könnte. Auch sei es notwendig, zwischen tatsächlicher Irrationalität einerseits und möglichen Missverständnissen und unterschiedlichem Sprachgebrauch andererseits zu unterscheiden.
| Aussage                                                                         | Ablehnung | leichte Abl./Zust. | Zustimmung |
| ------------------------------------------------------------------------------- | --------- | ------------------ | ---------- |
| „Ich tue alles, um im Alltag Kontakt mit chemischen Stoffen zu vermeiden.“      | 18 %      | 42 %               | 40 %       |
| „Ich würde gern in einer Welt leben, in der chemische Stoffe nicht existieren.“ | 22 %      | 39 %               | 39 %       |
| „Chemische Stoffe machen mir Angst.“                                            | 29 %      | 41 %               | 30 %       |

Das Ausmaß der Chemophobie unterscheidet sich dabei auch zwischen den untersuchten Ländern. Stärker ausgeprägt stellte sie sich in Frankreich, Italien und Polen dar, weniger stark dagegen in den deutschsprachigen Ländern und dem Vereinigten Königreich. Für letzteres war 2015 eine Untersuchung der Royal Society of Chemistry zu dem überraschenden Ergebnis gekommen, dass die Chemie in der Öffentlichkeit einen weitaus weniger schlechten Ruf genießt, als dies von Chemikern selbst gemeinhin angenommen wird. Wesentlich hierfür ist eine assoziative Trennung zwischen Chemikern und der Chemie als – neutral bis positiv wahrgenommener – Wissenschaft einerseits und chemischen Stoffen andererseits. Schädliche Auswirkungen der chemischen Industrie werden nicht den forschenden Chemikern zugeschrieben, sondern den Entscheidungsträgern in den Unternehmen. Während den Forschern eher noble Motive zugestanden und sie nur wenig mit den Endprodukten ihrer Arbeit in Verbindung gebracht werden, wird die Profitorientierung der Unternehmen, die potentiell schädlichen Entscheidungen zugrunde liegt, kritisch gesehen.